# Warren Kole
Warren Kole, nome d'arte di Warren David Blosjo Jr. (San Antonio, 23 settembre 1977), è un attore statunitense.
È noto soprattutto per il ruolo del detective del LAPD Wes Mitchell nella serie televisiva Common Law, trasmessa nel 2012 sul canale USA Network.
Si fa notare anche nella parte di Roderick, lo sceriffo corrotto, in The Following.
Inoltre ha partecipato alla terza stagione di Person of Interest, dove interpreta Ian Murphy, un investitore di successo. Partecipa anche nel ruolo dell'agente speciale David Siegel alla serie White Collar.
Dal 2016 al 2018 fa parte del cast di Shades of Blue.
Nel mondo dei videogiochi partecipa come doppiatore nel ruolo di Rafe Adler nel videogioco Uncharted 4: Fine di un ladro e in quello di Phillip Graves in Call of Duty: Modern Warfare II, per il quale presta volto e voce.

## Biografia
Kole è nato a San Antonio, nel Texas, e ha trascorso gran parte della sua infanzia nella zona di Washington. Ha studiato recitazione all'Università di Boston nel Massachusetts, dove ha iniziato la sua carriera recitando in produzioni teatrali locali.
Kole ha fatto il suo debutto nel mondo del cinema nel film Una canzone per Bobby Long, recitando accanto a John Travolta, Scarlett Johansson e Gabriel Macht. Inoltre ha interpretato la parte di Addley Koffin, di fianco a Rebecca De Mornay e Jaime King, nel thriller indipendente Mother's Day, ed è apparso nel blockbuster del 2012 The Avengers. 
Prima di entrare nel cast principale di Common Law nel 2012, Kole ha interpretato personaggi ricorrenti in serie televisive del canale Fox come The Chicago Code, 24 e Mental. Inoltre ha interpretato il ruolo di Robert Wheeler nella miniserie televisiva in sei puntate Into the West, prodotta da Steven Spielberg e Dreamworks. Nel 2006 ha recitato nell'episodio Strada per la morte della serie antologica Masters of Horror.

## Filmografia

### Cinema
- Company K, regia di Robert Clem (2004)
- Una canzone per Bobby Long (A Love Song for Bobby Long), regia di Shainee Gabel (2004)
- One Last Thing..., regia di Alex Steyermark (2005)
- Cougar Club, regia di Christopher Duddy (2007)
- Mother's Day, regia di Darren Lynn Bousman (2010)
- The Avengers, regia di Joss Whedon (2012)

### Televisione
- Squadra emergenza (Third Watch) – serie TV, episodio 5x11 (2004)
- Law & Order - Il verdetto (Law & Order: Trial by Jury) – serie TV, episodio 1x04 (2005)
- Into the West – miniserie TV, 2 puntate (2005)
- Masters of Horror  – serie TV, episodio 1x11 (2006)
- Medium – serie TV, episodio 3x18 (2007)
- CSI: Miami – serie TV, episodio 6x14 (2008)
- 24 – serie TV, 7 episodi (2009)
- Mental – serie TV, 5 episodi (2009)
- Cold Case - Delitti irrisolti (Cold Case) – serie TV, episodio 7x02 (2009)
- NCIS: Los Angeles – serie TV, episodio 1x03 (2009)
- Rizzoli & Isles – serie TV, episodio 1x05 (2010)
- The Chicago Code – serie TV, 5 episodi (2011)
- Common Law – serie TV, 12 episodi (2012)
- The Following - serie TV, 6 episodi (2013)
- Person of Interest - serie TV, 1 episodio (2013)
- White Collar - serie TV, episodi 5x02-5x03 (2013)
- Stalker – serie TV, 5 episodi (2014)
- Shades of Blue – serie TV, 35 episodi (2016-2018)
- 68 Whiskey – serie TV, episodio 1x06 (2020)
- The Wilds – serie TV, episodio 1x08 (2020)
- Why Women Kill – serie TV, 4 episodi (2021)
- Yellowjackets – serie TV, 10 episodi (2021-in corso)
- The Terminal List – serie TV, 2 episodi (2022)

### Doppiaggio
- Uncharted 4: Fine di un ladro (Uncharted 4: Thief's End) – videogioco (2016)
- Call of Duty: Modern Warfare II – videogioco (2022)

## Doppiatori italiani
Nelle versioni in italiano delle opere in cui ha recitato, Warren Kole è stato doppiato da:
- Francesco Pezzulli in Mental, Stalker
- Marco Vivio in 24, Shades of Blue
- Corrado Conforti in CSI: Miami
- Fabrizio Manfredi in Cold Case - Delitti irrisolti
- Riccardo Scarafoni in NCIS: Los Angeles
- Massimiliano Manfredi in Common Law
- Emiliano Coltorti in The Following
- Alessio Cigliano in Person of Interest
- Stefano Crescentini in White Collar
- Simone D'Andrea in Yellowjackets
- Mirko Mazzanti in Blue Bloods
- Fabrizio De Flaviis in The Terminal List

Come doppiatore è stato sostituito da:
- Simone Marzola in Call of Duty: Modern Warfare II, Call of Duty: Modern Warfare III
- Francesco Mei in Uncharted 4: Fine di un ladro